# Дулепово (Вологодская область)
Дулепово — деревня в Вологодском районе Вологодской области.
Входит в состав Майского сельского поселения (с 1 января 2006 года по 8 апреля 2009 года входила в Октябрьское сельское поселение), с точки зрения административно-территориального деления — в Октябрьский сельсовет.

## География
Расстояние до районного центра Вологды по автодороге — 29 км, до центра муниципального образования Майского по прямой — 9 км. Ближайшие населённые пункты — Акулово, Дитятьево, Мягрино, Новоселово, Смыково.

## Население
По переписи 2002 года население — 60 человек (28 мужчин, 32 женщины). Преобладающая национальность — русские (95 %).

## История
Деревня Дулепово впервые упоминается в письменных источниках первой половины XVI века, когда она принадлежала Прилуцкому монастырю и насчитывала 4 двора. Ранее, в XV веке отмечена «пожня наволок Дулепов».

## Происхождение названия
Название деревни происходит от мужского личного имени-прозвища «Дулеб» (Дулеп), связанного с нарицательным существительным, которое в русских говорах имело значение «глупый, бестолковый человек, простофиля».